# Fosse à lisier

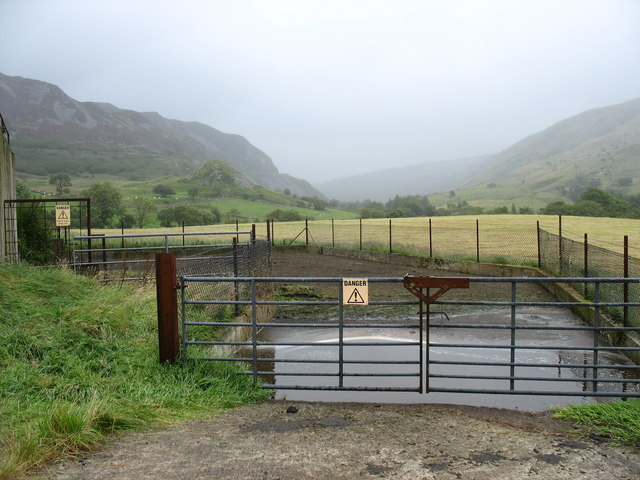
Une fosse à lisier enterrée, en béton, protégée par une clôture. Grande-Bretagne, 2007.

Une fosse à lisier est un réservoir où les agriculteurs  rassemblent des déchets animaux, d'autres matières organiques telles que les refus d'alimentation et les pailles perdues en petites quantités, les écoulements éventuels de fumière ou de tas d'ensilage, les eaux usées provenant du lavage des bâtiments d'élevage ou des ateliers de conditionnement (fromageries, laiteries) afin de les utiliser comme engrais sur les cultures, ou comme source d'énergie par production de biogaz. Ces déchets doivent obligatoirement passer en phase liquide s'ils ne le sont pas déjà, sinon on parle de fumier que l'on stocke sur une fumière. La décomposition de ces déchets produit des gaz mortels, rendant les fosses à lisier potentiellement mortelles sans précautions. Ainsi l'utilisation d'un appareil respiratoire avec alimentation en air est requise s'il s'agit d'une fosse couverte.

## Valeur du lisier et contraintes subséquentes pour la fosse

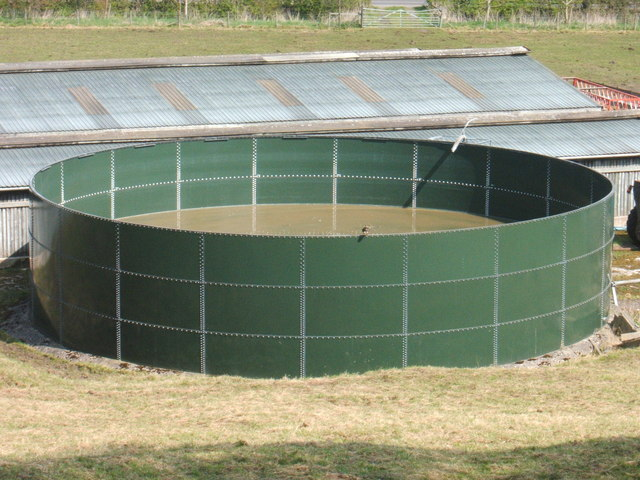
« Fosse » à lisier principale d'un élevage britannique, réalisée en panneaux d'acier, 2009.

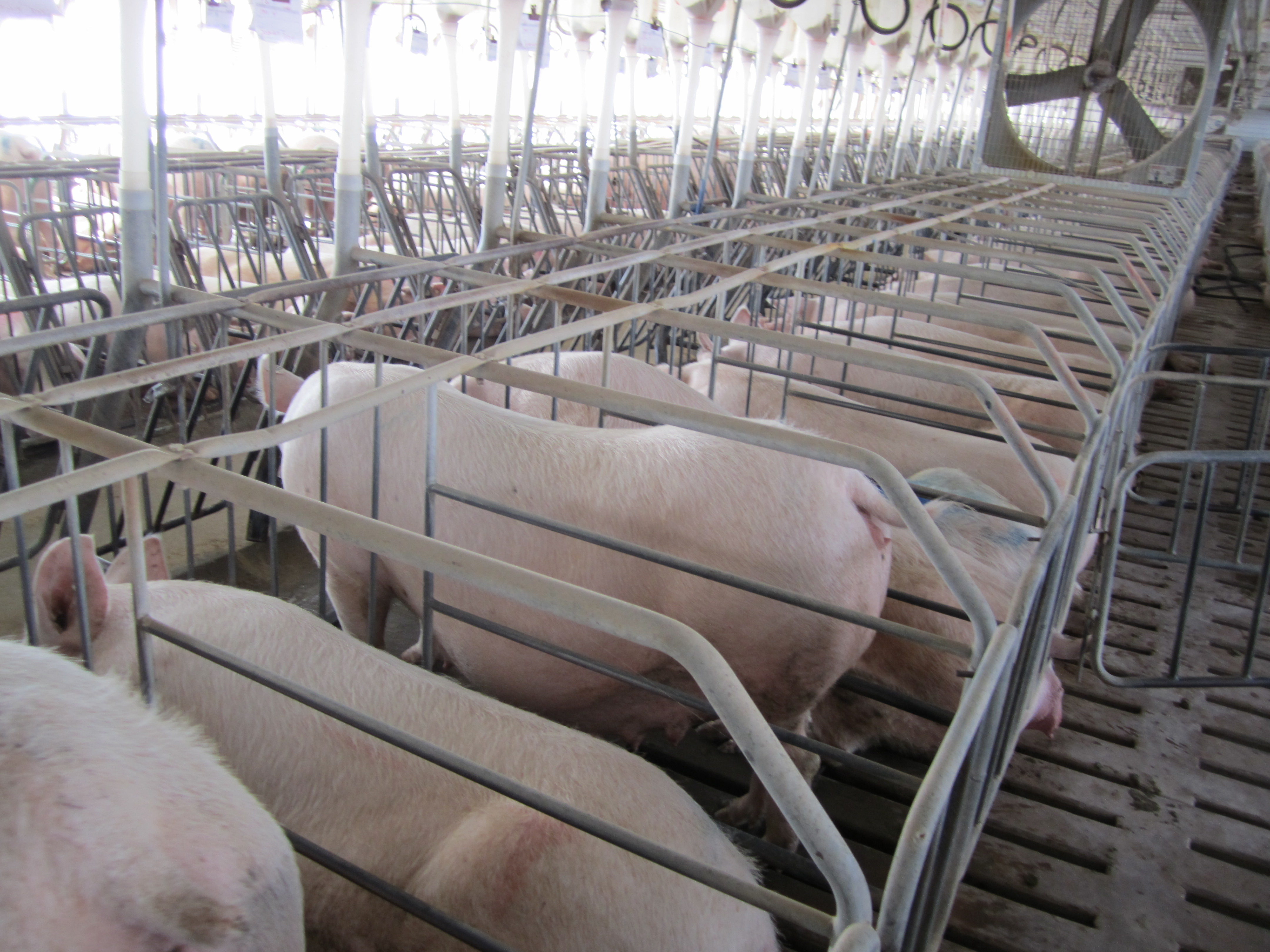
Élevage intensif de truies. Les animaux sont placés sur des caillebotis recouvrant une préfosse à lisier. Stalles étroites et ventilateur. États-Unis, 2010.

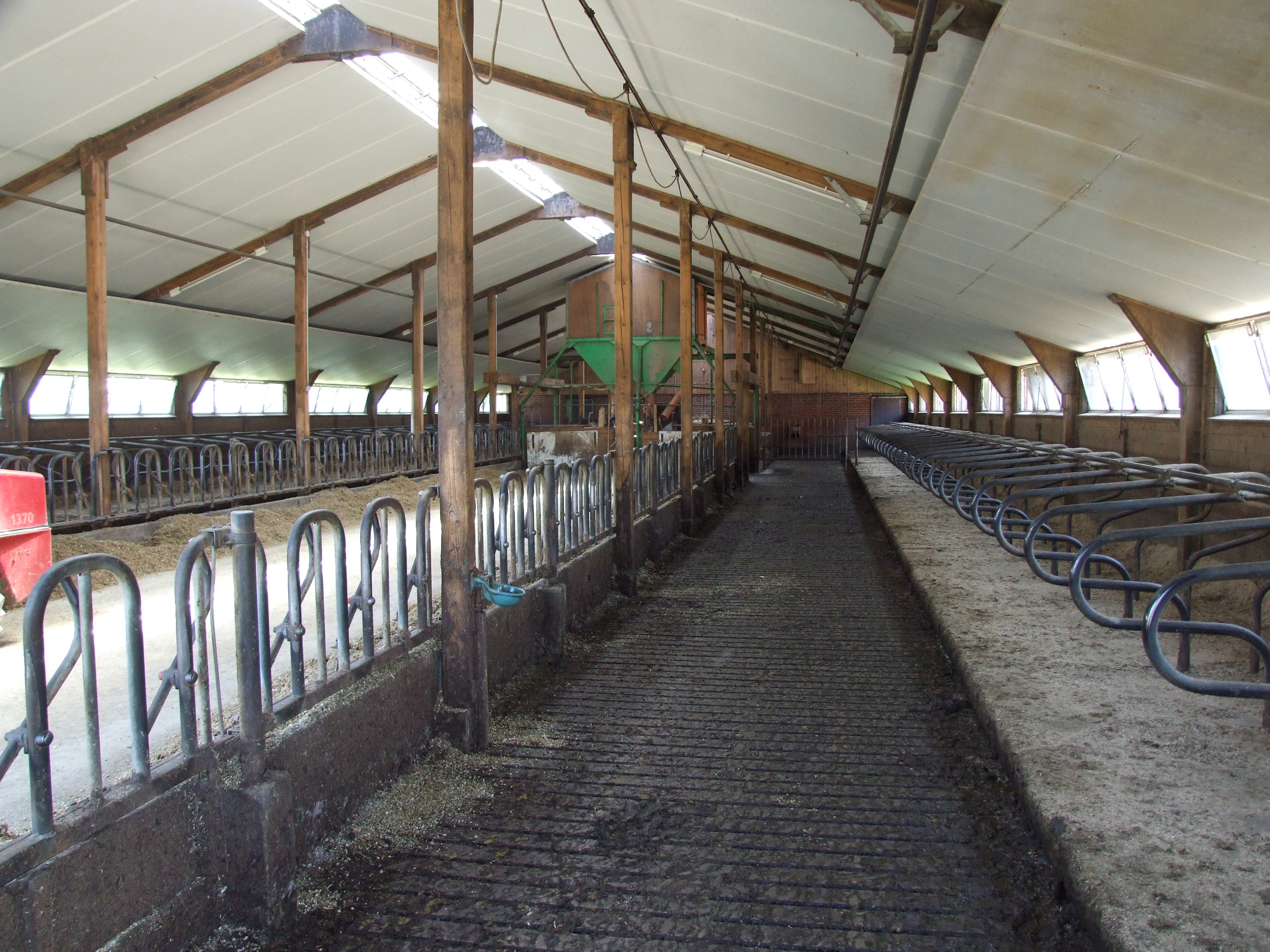
Installation similaire pour des vaches laitières dans une étable à logettes (stalles de couchage courtes obligeant les animaux à déféquer sur le caillebotis). Allemagne, 2007.

Le lisier est un engrais source d'azote, de phosphore, de potassium et d'oligo-éléments. Sa teneur en matières organiques est faible (contrairement au fumier) et il n'est pas considéré comme un amendement. Les fosses peuvent être équipées d'un séparateur de phases, la phase solide retournant au fumier. Sinon il doit être broyé et de toute façon homogénéisé dans la fosse. Le lisier est généralement pompé puis épandu ou incorporé dans les champs à l'aide d'une tonne à lisier en fonction du plan d'épandage accepté et vérifié par les services agricoles ou sanitaires. La taille de la fosse dépend du volume de lisier produit et des possibilités d'épandage (périodes et surfaces disponibles) offertes par ce plan; les quantités épandues à l'hectare doivent en effet rester limitées afin d'éviter la pollution des sols et des nappes d'eau par des éléments en excès.

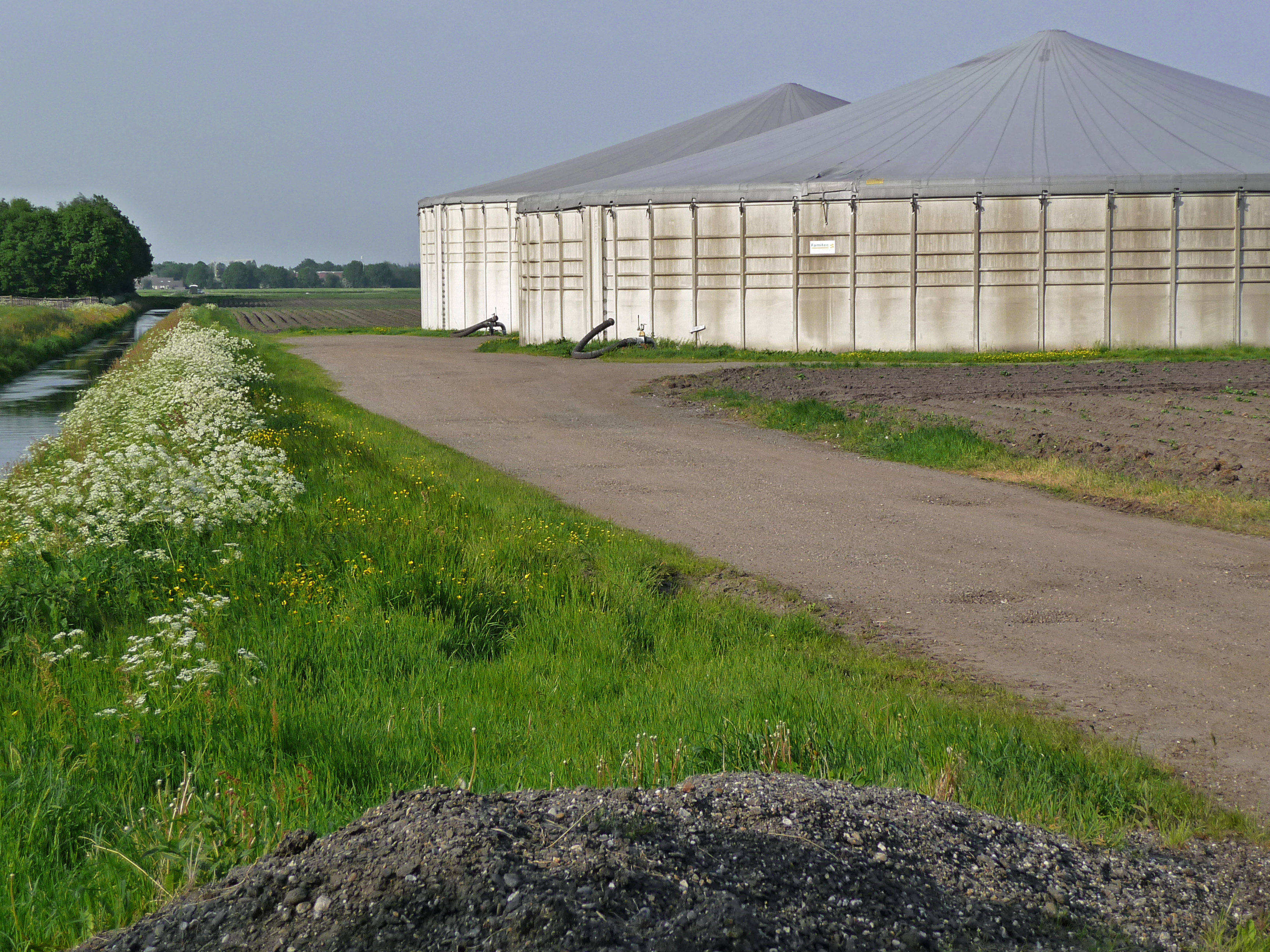
Fosses à lisier jumelles couvertes, en panneaux de béton cerclés. Des tubes de reprise sont visibles, Pays-Bas, 2012.

Un défaut d'étanchéité de la fosse peut entraîner une pollution locale et l'eutrophisation des eaux souillées. Les fosses enterrées doivent être munies d'un dispositif permettant d'en vérifier l'étanchéité.

## Différents types de fosse
Une exploitation agricole peut comprendre plusieurs fosses : des fosses-relais peuvent être placées sous ou à la sortie d'un élevage ou atelier particulier. Elles sont qualifiées de préfosses et peuvent être équipées de commodités particulières : raclage, broyage, décantation.

### Fosses sous bâtiments d'élevage
Certains élevages (porcs surtout) sont placés directement au-dessus de caillebotis recouvrant une fosse ou des canaux. La ventilation de ces fosses doit être efficace et leur vidange fréquente pour préserver la santé des animaux. Si le lisier est redirigé par écoulement gravitaire, pompage ou raclage vers une fosse principale, la fosse sous le bâtiment d'élevage est appelée aussi préfosse. Si le lisier est pompé pour être épandu directement, il s'agit d'une fosse profonde.
Ce système a l'avantage de minimiser le temps nécessaire au nettoyage mais est de plus en plus contesté pour des raisons de santé et de bien-être des animaux (exemple de pétition en Autriche pour l'abolition de l'élevage des porcs sur caillebotis).

### Fosses principales

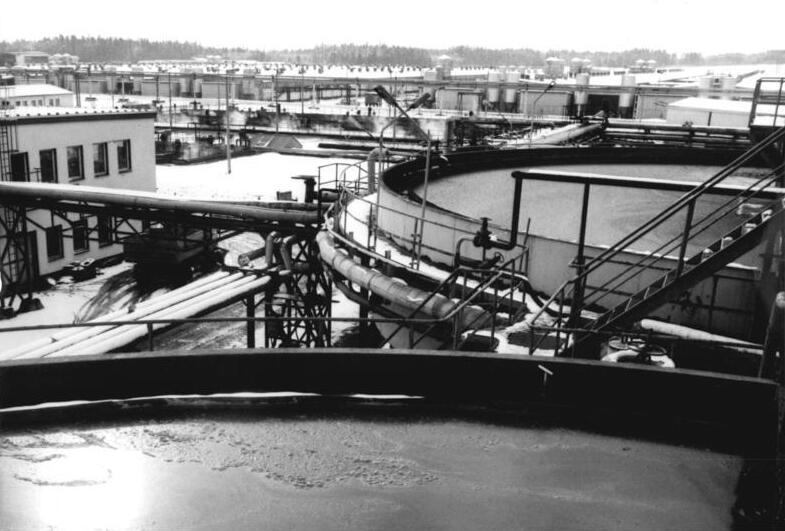
Vue de dessus de cuves à lisier d'un élevage de 160 000 porcs (installation aujourd'hui fermée), Neustadt-Orla, Allemagne de l'Est, 1990.

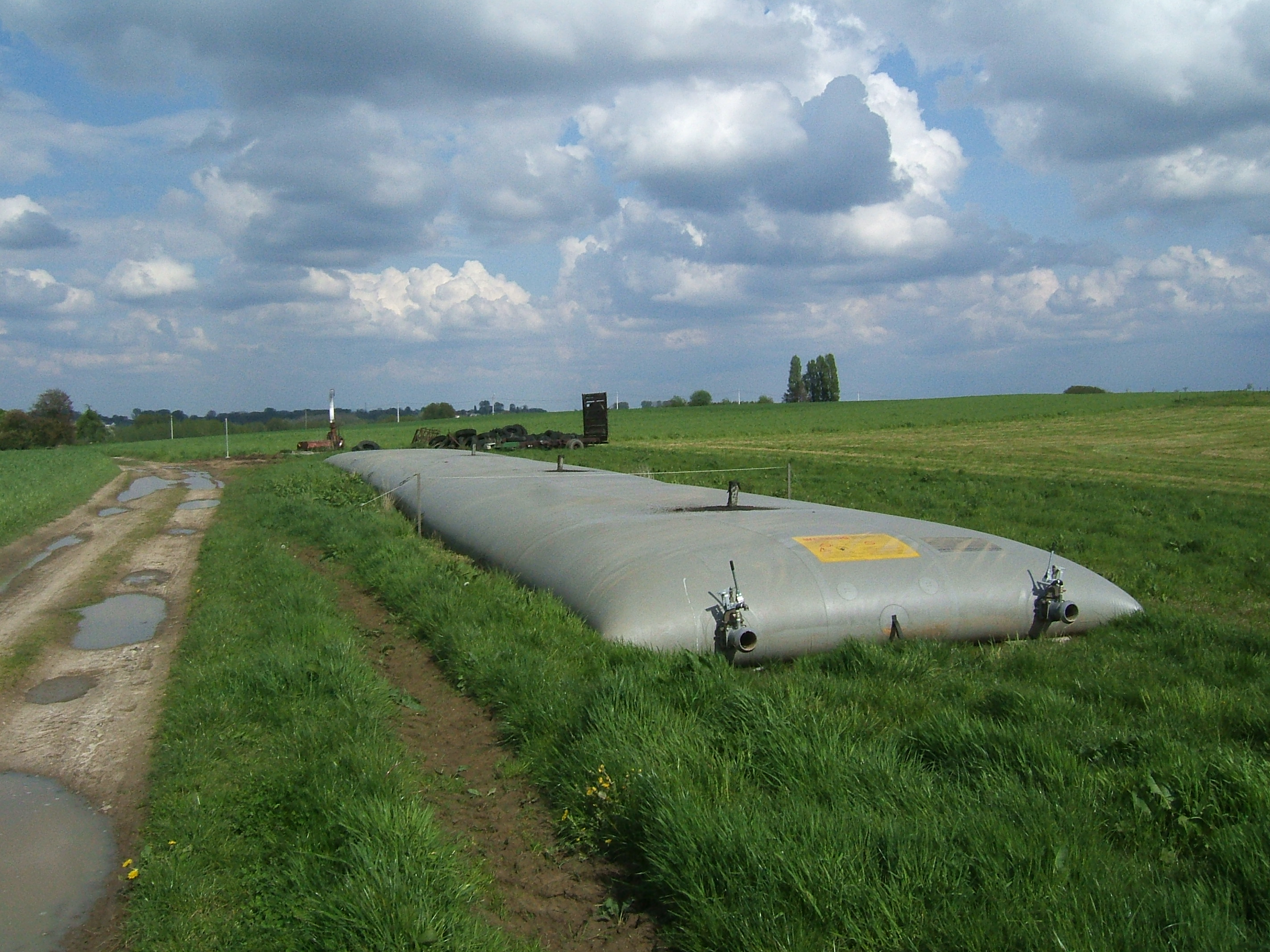
Réservoir souple hors-sol, généralement utilisé pour de petites quantités (ici 200 mètres cubes) ou stockage complémentaire au plus près du lieu d'utilisation ; ils doivent aujourd'hui être sécurisés. Belgique, 2008.

Les fosses enterrées sont réalisées en béton ou en terre recouverte d'un treillis (géotextile) et d'un plastique résistant (géomembrane). Les fosses semi-enterrées ou hors-sol sont réalisées en béton ou en acier; pour ces fosses on choisit généralement un dessin circulaire qui permet d'égaliser les contraintes. Il existe aussi des poches plastiques hors-sol qui ne sont pas qualifiées de fosses. Les fosses peuvent être couvertes ou non. La couverture évite de collecter les eaux de pluie et limite la dispersion de l'ammoniac et des odeurs. Elles peuvent comporter des équipements tels que malaxeurs et systèmes de reprise.

## Production de biogaz
Le couplage de fosses à lisier avec une unité de méthanisation, adjacente ou non, permet de récupérer le méthane produit par fermentation, d'éviter sa contribution à l'effet de serre, de récupérer le digestat équivalent à un fumier composté et parfois de réduire la taille de la fosse; cette option demande cependant un investissement élevé et n'est pas toujours acceptée par le voisinage.

## Risques
Les fosses à lisier présentent des risques de noyade, ainsi que d'étouffement. La décomposition génère des gaz tels que l'ammoniac, le méthane, le dioxyde de carbone et le sulfure d'hydrogène. Les deux derniers sont plus lourds que l'air et ne se dispersent pas rapidement des endroits bas. Le dioxyde de carbone est inodore et le sulfure d'hydrogène devient rapidement indétectable par l'odeur en détruisant l'odorat des victimes. S'ils sont inhalés, ils peuvent provoquer une perte de conscience rapide par empoisonnement ou déplacement d'oxygène conduisant à une hypoxie. La mort peut alors découler directement d'un empoisonnement ou d'une hypoxie, ou d'une noyade causée par l'inconscience,,,,,. Le Health and Safety Executive du Royaume-Uni met également en garde contre la création de flammes nues près des fosses à lisier, car des gaz tels que le méthane sont intrinsèquement inflammables. Pour le Health and Safety Executive de l'Irlande du Nord l'activité dans une fosse à lisier est un travail spécialisé, exigeant que le travailleur dispose d'une alimentation en air séparée et d'un harnais-ligne de vie géré par deux personnes supplémentaires à l'extérieur du réservoir. Selon l'Autorité irlandaise pour la santé et la sécurité, entre 2000 et 2010, 30% de tous les décès d'enfants dans les exploitations agricoles sont survenus par noyade dans du lisier ou de l'eau.